# 殴る女
『殴る女』（なぐるおんな）は、フジテレビ系列で1998年10月13日 - 12月15日に放送されたテレビドラマ。主題歌の「終わりなき旅」はミリオンセラーとなった。

## ストーリー
婚約者もおり、普通に生活を送っていた普通のOL芳村香は、突如会社からリストラされてしまう。ハローワークで紹介された職場はパラダイスジムと呼ばれるボクシングジムだった。ボクシングジムとは知らず就職した香は、早く辞めようと思案する。
そこで香が出会ったのは、少し奇妙なロートルボクサー・澤田亮平だった。澤田は一流大学卒業し、一流企業に勤める順風満帆な日々を捨てボクサーになった偏屈者だった。婚約者の早坂からプロポーズを受けた香だったが、引退の年齢も迫り、日々負けつづけてもなおボクサーであることを辞めない澤田との出会いが、香の人生を徐々に変えていく。

## キャスト
芳村香：和久井映見
「自分のいるべき場所」を求める主人公。格闘技は野蛮だと毛嫌いしていたが8年在籍した企業にリストラされ、人事部長には名前も覚えてもらえていなかったことにショックを受け、やむなくパラダイスジム（当初はスポーツジムのつもりで面接を受けていた）で経理係として働くことになる。のちにトレーナー。
澤田亮平：吹越満
順風満帆な人生を捨てボクシングをする変わり者。ボクシングを続けるには実は理由がある。長らくロートルであるため対戦相手が見つからなかった。
早坂圭介：石黒賢
香の婚約者。香には理解のあるところを見せるが、澤田の存在に実は心中穏やかではない。
元木徹：東幹久
優秀なトレーナー。パラダイスジムの経営不振を機にジムを移籍、金城を日本チャンピオンに育て上げる。
白石ルミ子：梅宮万紗子
パラダイスジムのそばにある飲食店のスタッフ。
堀井恭子：天田貴子
香の元後輩。香の恋の行方を面白がっている。
金城勇二：RIKIYA
上昇志向の高いボクサー。元木と共にパラダイスジムを離れ、日本チャンピオンになる。
天野肇：小野武彦
パラダイスジム会長。経営の苦しいジムを切り盛りしている。かなり軽い性格。
立花蓉子：天海祐希
香が憧れるキャリアウーマン。痒い所に手が届く香の仕事ぶりに厚い信頼を置いていた。才色兼備のデキる女性。幼少時はピアニストを目指していた。澤田とは大学時代からの腐れ縁。
玉木人志：林光樹
龍崎藍：三浦義徳
麻生具視：西村大介
山田武士：山田順也
佐藤一馬：山下昭和
それぞれパラダイスジム練習生。ロッキーやあしたのジョーに憧れボクシングをはじめ、澤田に一蹴されているが、よきスパートリングパートナーである。ジム紅一点の香に好意を寄せており、更衣室の設営などを手伝った。

## ゲスト
1st ROUND
- 職安事務員 - 山下容莉枝
- 求職の男 - 酒井敏也
- 吉行政広 - 山西惇
- 取締役 - 戸沢佑介
- 奥村人事部長　- 須永慶（2nd ROUNDにも出演）

2nd ROUND
- 早坂佳枝（早坂の母） - 高林由紀子（4th ROUNDにも出演）
- 早坂光弘（早坂の父） - 阿部六郎
- 占いの女 - 石川真希

3rd ROUND
- 芳村良夫（香の父） - 渡辺哲（4th ROUNDにも出演）
- 芳村澄江（香の母） - ただのあっ子（4th ROUNDにも出演）
- 倉本 - 郷田ほづみ
- 藤山 - 篠原秀豊（4th ROUNDにも出演）
- 奥貫哲夫 - 大橋明
- 谷口 - 村木仁

4th ROUND
- 岩清水 - 梶原善

5th ROUND
- 会長 - 大林丈史
- トレーナー - 吉田朝
- グレート熊田 - 井上和浩

6th ROUND
- 計量係 - 江良潤
- 殿村一也 - 福沢潤

7th ROUND
- 今井哲男 - 目黒正樹（Final ROUNDにも出演）
- 記者 - あめくみちこ

8th ROUND
- 織田 - 西田健
- 織田一郎- 近藤直樹
- 森 - 日比野玲
- アストロジム会長 - 浅沼晋平
- ロイヤルジム会長 - 飯島大介
- 不動産業者- 後藤康夫

9th ROUND
- 望月明夫 - 井田國彦
- 医師 - 森下哲夫
- 計量係員 - 卜字たかお

Final ROUND
- 解説者 - 佐戸井けん太
- アナウンサー- 入江雅人
- セコンド - まいど豊

## スタッフ
- 企画：石原隆
- 脚本：田渕久美子
- 音楽：大島ミチル
- 主題歌：Mr.Children「終わりなき旅」
- ボクシング協力：白井・具志堅スポーツジム
- プロデュース：岩田祐二
- 演出：小椋久雄、高丸雅隆、加門幾生
- 制作：フジテレビ、共同テレビ

## 受賞歴
- 第19回ザテレビジョンドラマアカデミー賞
  - 助演男優賞（吹越満）

## サブタイトル
| 各話                                                       | 放送日         | サブタイトル                   | 演出     | 視聴率 |
| ---------------------------------------------------------- | -------------- | ------------------------------ | -------- | ------ |
| 1st ROUND                                                  | 1998年10月13日 | 会社を辞めた理由               | 小椋久雄 | 12.9%  |
| 2nd ROUND                                                  | 1998年10月20日 | 恋の必殺パンチ                 | 小椋久雄 | 9.6%   |
| 3rd ROUND                                                  | 1998年10月27日 | スカートをはいたセコンド       | 高丸雅隆 | 9.0%   |
| 4th ROUND                                                  | 1998年11月03日 | 消えた婚約指輪                 | 高丸雅隆 | 11.1%  |
| 5th ROUND                                                  | 1998年11月10日 | 守ってあげたい                 | 小椋久雄 | 9.6%   |
| 6th ROUND                                                  | 1998年11月17日 | 私がダイエットに成功した理由   | 高丸雅隆 | 8.9%   |
| 7th ROUND                                                  | 1998年11月24日 | ケンカの良い所は仲直りできる事 | 小椋久雄 | 10.4%  |
| 8th ROUND                                                  | 1998年12月01日 | プライドの問題                 | 加門幾生 | 9.5%   |
| 9th ROUND                                                  | 1998年12月08日 | ウエディングドレスと最後の戦い | 高丸雅隆 | 9.5%   |
| Final ROUND                                                | 1998年12月15日 | 終わりなき旅                   | 小椋久雄 | 10.8%  |
| 平均視聴率10.1% （視聴率は関東地区・ビデオリサーチ社調べ） |                |                                |          |        |

## 関連商品
- 殴る女 オリジナル・サウンドトラック（1998年11月21日、ソニーレコード）